# Dvärgklipplav
Dvärgklipplav (Fuscidea pusilla) är en lavart som beskrevs av Tønsberg. Dvärgklipplav ingår i släktet Fuscidea och familjen Fuscideaceae.  Arten är reproducerande i Sverige. Inga underarter finns listade i Catalogue of Life.